# Chionactis palarostris
Espèce
Synonymes
- Sonora palarostris Klauber, 1937

Statut de conservation UICN

 LC  : Préoccupation mineure
Chionactis palarostris  est une espèce de serpents de la famille des Colubridae.

## Répartition
Cette espèce se rencontre dans le sud de l'Arizona aux États-Unis, et dans le Sonora au Mexique.

## Description
Dans sa description, Klauber indique que Chionactis palarostris diffère de Chionactis occipitalis notamment par le nombre d'anneaux noirs figurant sur le corps de l'animal, de 18 à 40 pour Chionactis occipitalis (en moyenne 26) mais seulement 10 chez Chionactis palarostris. Par ailleurs sa coloration est jugée plus brillante. La longueur du spécimen en sa possession était de 312 mm dont 57 mm pour la queue.
Chionactis palarostris présente un motif composé d'anneaux noirs et rouges, ou de taches, séparés par d'étroites bandes de couleur jaune. Dix anneaux noirs sont présents sur le corps et trois sur la queue dont le dernier s'étend sur l'extrémité de celle-ci. Son ventre est de couleur crème.
La sous-espèce Chionactis palarostris organica diffère de l'espèce type par des anneaux rouges de longueur égale voire inférieure à celles des anneaux noirs là où, sur l'espèce type, ils sont deux fois plus larges que les noirs.

## Liste des sous-espèces
Selon The Reptile Database (17 août 2011) :
- Chionactis palarostris organica Klauber, 1951
- Chionactis palarostris palarostris (Klauber, 1937)

## Étymologie
La sous-espèce Chionactis palarostris organica doit son nom au lieu de sa découverte, l'Organ Pipe Cactus National Monument.

## Publications originales
- Klauber, 1937 : A new snake of the genus Sonora from Mexico. Transactions of the San Diego Society of Natural History, vol. 8, no 27, p. 363-366 (texte intégral).
- Klauber, 1951 : The shovel-nosed snake, Chionactis with descriptions of two new subspecies. Transactions of the San Diego Society of Natural History, vol. 11, no 9, p. 141-204 (texte intégral).